# Zászlóemlékművek Mexikóban

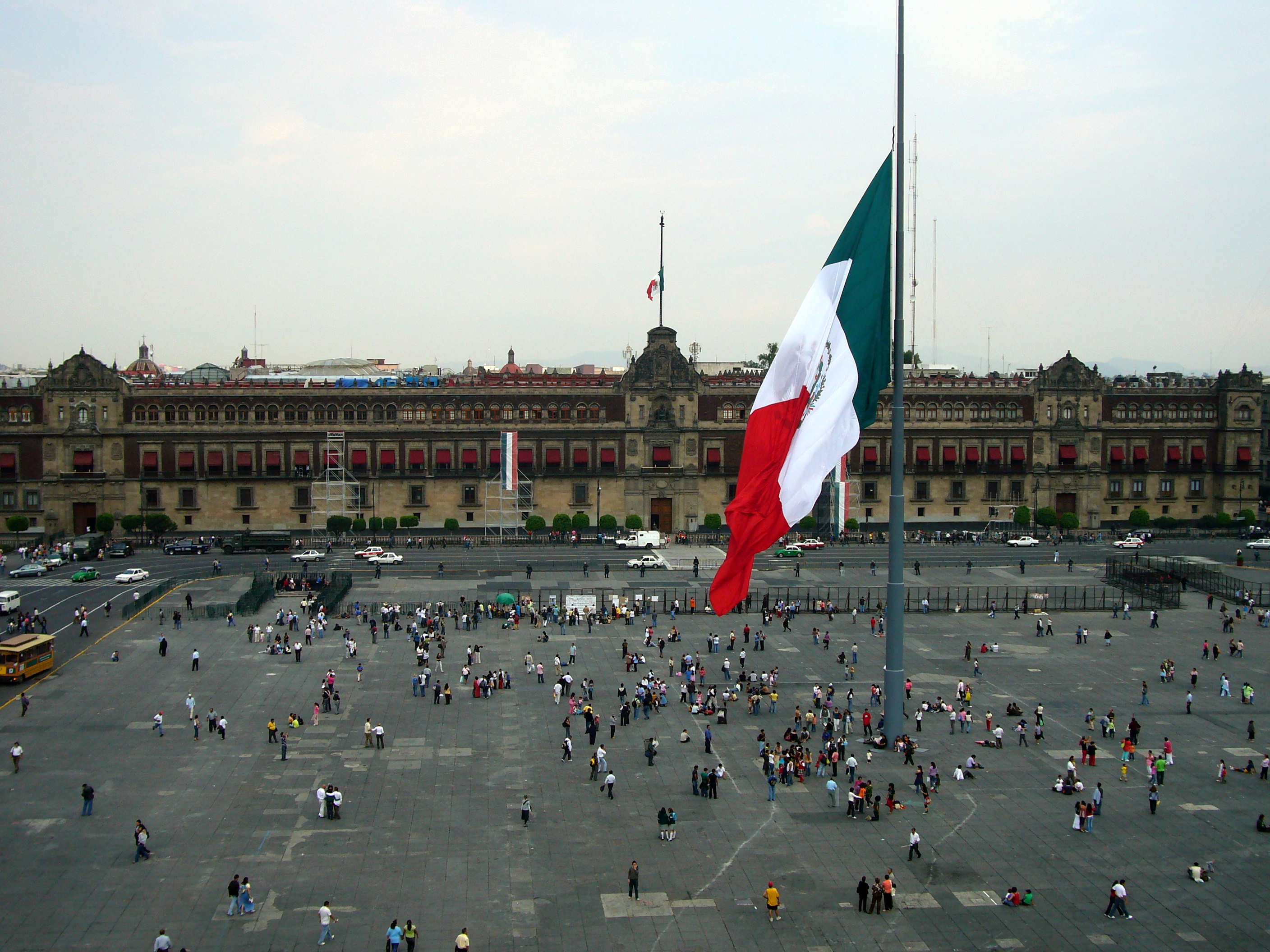
Zászlóemlékmű a mexikóvárosi Plaza de la Constituciónon

A mexikói zászlóemlékművek (spanyolul: banderas monumentales) az ország számos pontján az 1990-es évek óta állított hatalmas méretű országzászlók. A legmagasabb közülük 125 méteres, Victoria de Durango városában található.

## A zászlóállítási program
Bár már korábban (például 1998-ban a mexikói zászló szülőhelyének is tekintett Iguala városában, a Cerro El Tehuehue hegyen) is állítottak hatalmas méretű országzászlókat Mexikóban, az igazi lendületet egy 1999. július 1-én, Ernesto Zedillo kormánya idején megjelent rendelet adta, amely azért született, hogy népszerűsítsék a nemzeti jelképeket. Ez hét ilyen zászlóemlékmű állítását rendelte el, de azóta számos kisebb-nagyobb városban megjelentek ilyenek. Többet szándékosan az Amerikai Egyesült Államokkal közös északi határ közelébe állítottak fel, hogy a határ túloldaláról is jól látsszanak. A rendelet rögzíti, hogy a zászlók szélességének 14,3 méternek, hosszának pedig 25 méternek kell lennie, míg a zászlórúd magassága legalább 50 méter kell, hogy legyen, ám azóta készültek ennél nagyobb méretű zászlók is, a rudak magassága pedig számos esetben a 100 métert is eléri vagy meghaladja. A rendelet alapján az első zászlóemlékműveket Mexikóvárosban, Tijuanában, Ciudad Juárezben és Veracruzban állították fel, majd hamarosan Ensenadában, Nuevo Laredóban, Tonalában és Cancúnban is emeltek ilyen országzászlót. 2005-ben már országszerte 63 volt megtalálható belőlük, valamint számos kisebb: ezek főként kisebb településeken és oktatási intézményekben helyezkednek el.
A zászlókat a nap 24 órájában őrizni kell, és ha egyszer, például az állandó lobogás miatt elszakadnak, a nemzeti jelképekről szóló törvény értelmében megfelelő tiszteletadás keretében el kell hamvasztani őket.

## A legnagyobb zászlóemlékművek
A 100 méteres magasságot több mint 10 zászlóemlékmű éri el. Éppen 100 méteres zászlórudak találhatók Nuevo Laredóban, San Luis Potosíban, Monterreyben, Dolores Hidalgóban, Mexikóváros három pontján (Plaza de la Constitución, Campo Militar Marte, Heroico Colegio Militar), Chihuahuában, Ciudad Juárezben, Tijuanában és Ensenadában. A cancúni zászló 103,3 méteres, míg az igualai 113 méter magas. Egészen 2010. december 22-ig ez volt a rekord, ám ekkor Piedras Negrasban felavatták az egész amerikai kontinens legmagasabb, 120 méteres zászlóját. Ennek csak az acélcsőből készült rúdja 155 tonnás, a ráerősített zászló pedig 60 méter × 34 méteres, ezzel 2011-ben bekerült a Guinness-rekordok közé is. 2015-ben azonban egy még ennél is magasabb, 125 méteres rúddal rendelkező zászlót emeltek Victoria de Durango városában, amely ekkor a világ nyolcadik legmagasabb ilyen jellegű építményévé vált.

## Képek

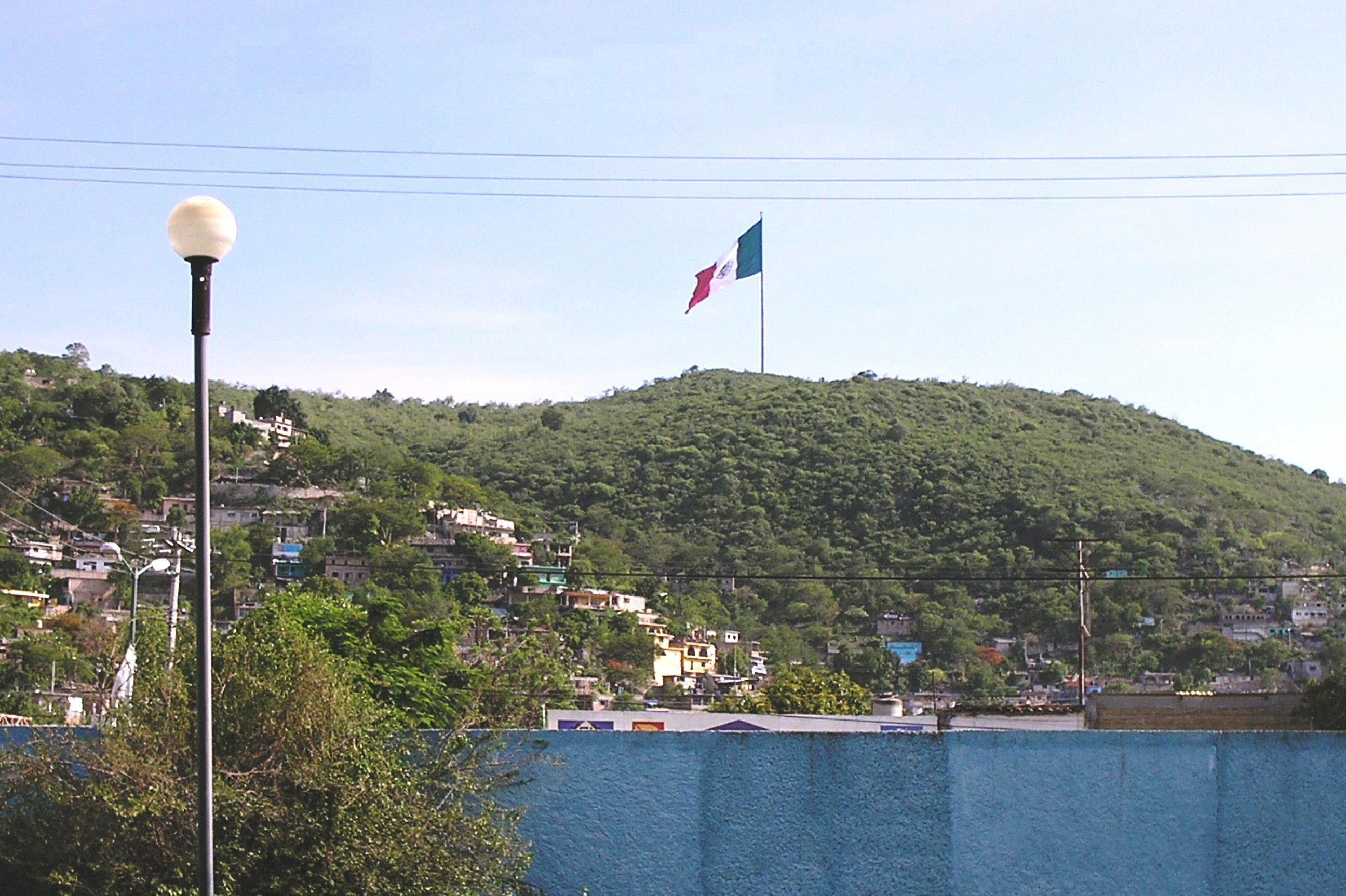
Iguala de la Independencia
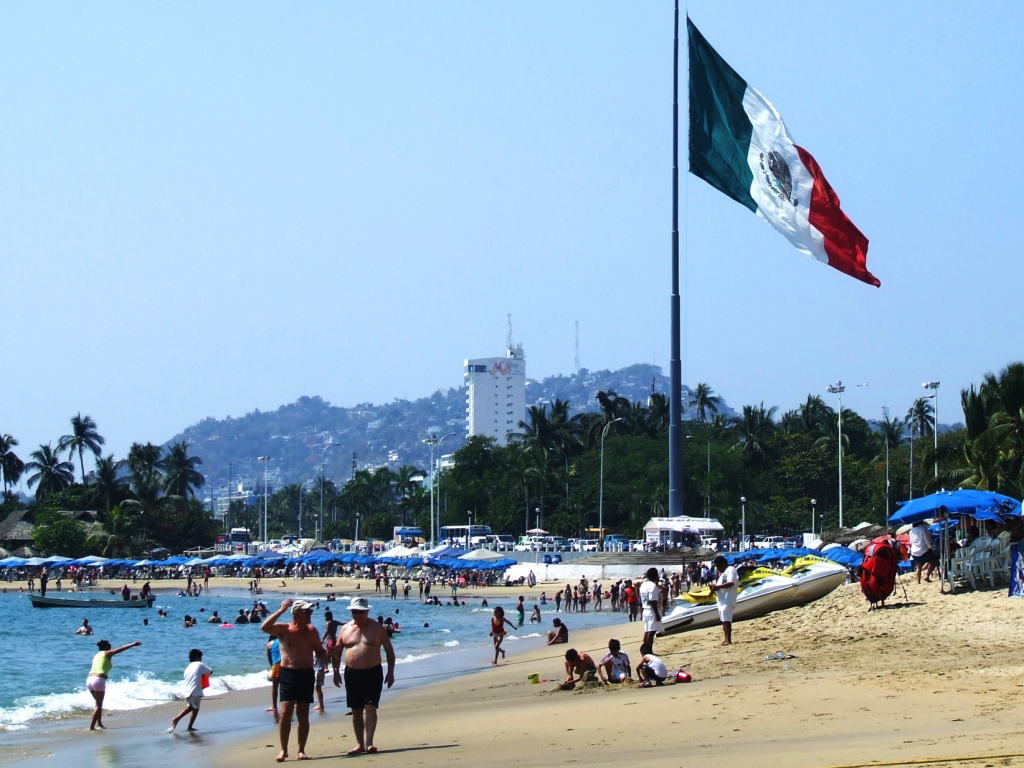
Acapulco
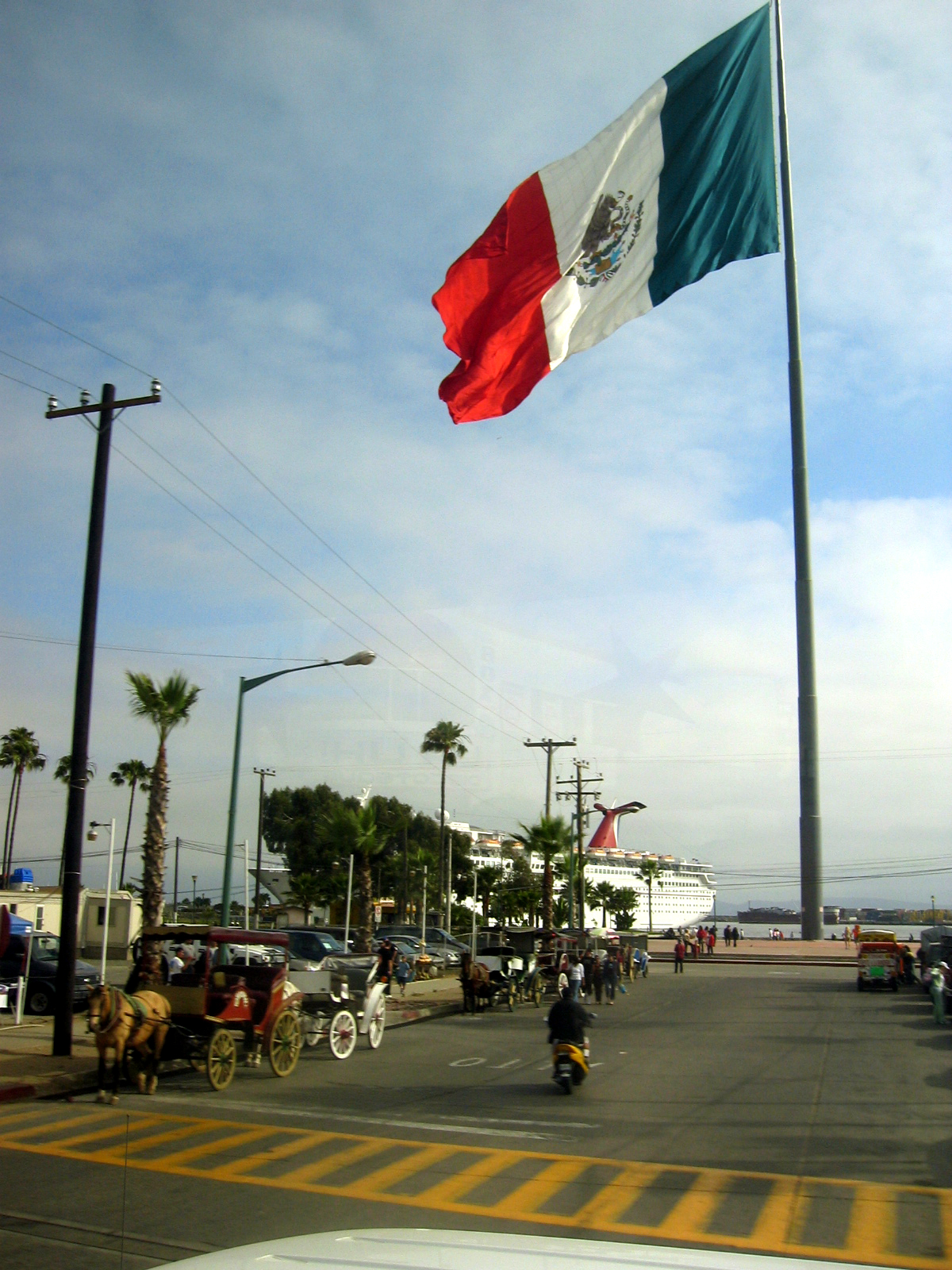
Ensenada
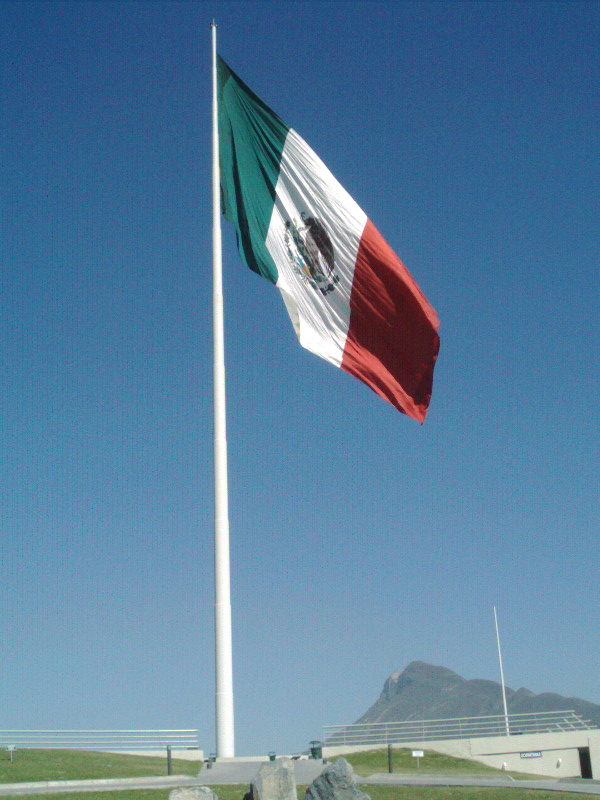
Monterrey
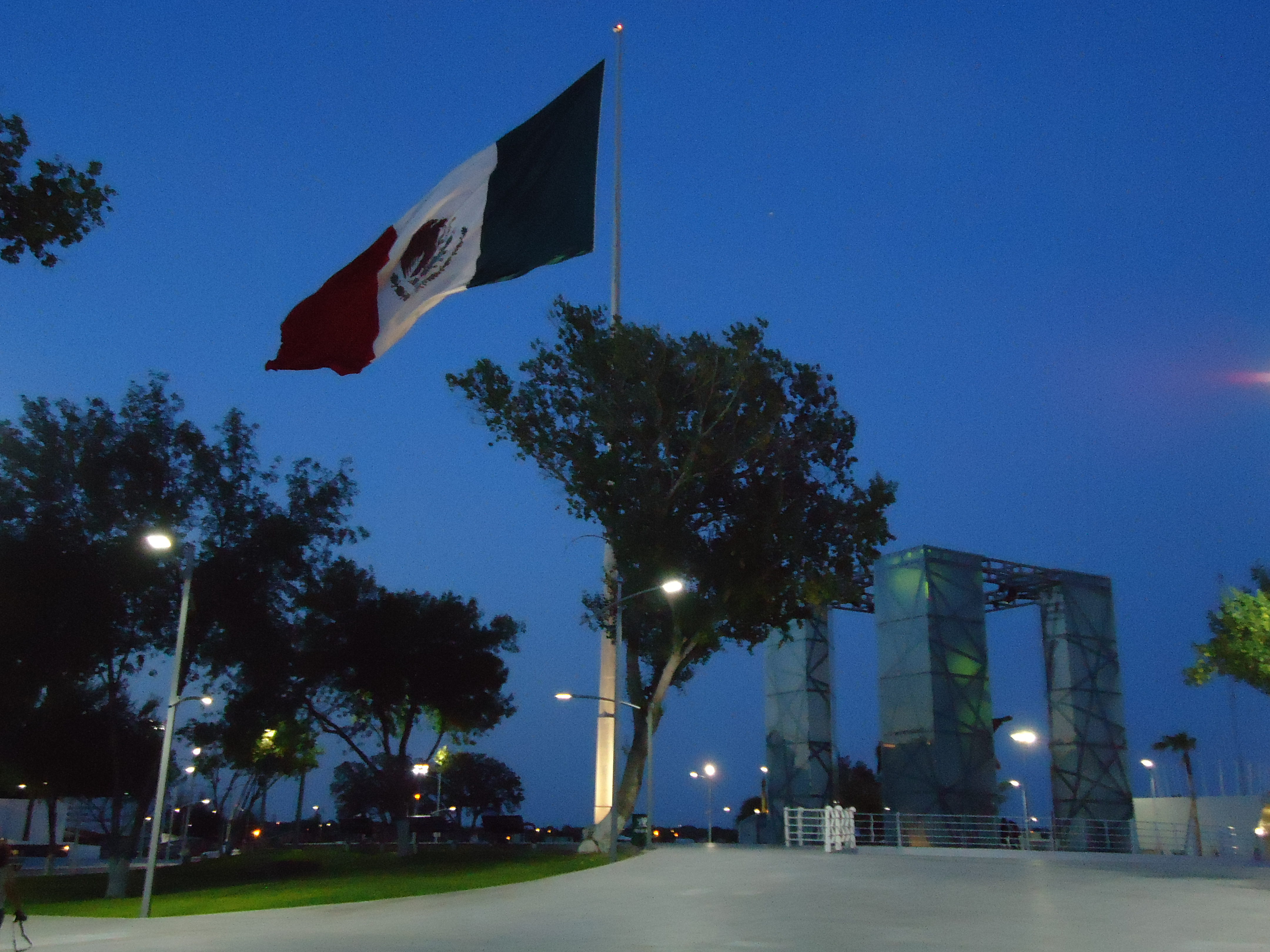
Piedras Negras
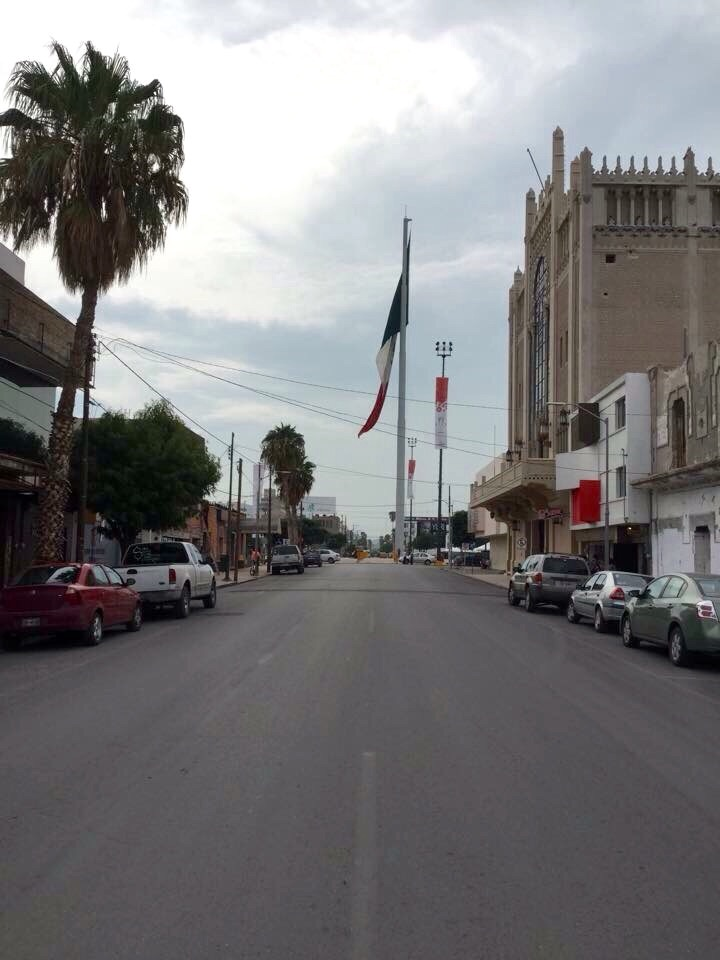
Torreón